# Gare de Sierck-les-Bains
Gare de Sierck-les-Bains vasútállomás Franciaországban, Sierck-les-Bains településen.

## Vasútvonalak
Az állomást az alábbi vasútvonalak érintik:
- Thionville–Trier-vasútvonal

## Kapcsolódó állomások
A vasútállomáshoz az alábbi állomások vannak a legközelebb:
- Gare d’Apach
- Gare de Malling